# Zełenohirśke
Zełenohirśke (ukr. Зеленогірське, ros. Зеленого́рское) – osiedle typu miejskiego na Ukrainie, w obwodzie odeskim, w rejonie lubasziwskim. Liczba ludności 1 stycznia 2015 roku wynosiła 1 556 osób.
Miejscowość założono 28 lutego 1978 roku jako osiedle typu miejskiego.